# چوی یون سانگ
چوی یون سانگ (انگلیسی: Choi Eun-sung؛ زادهٔ ۵ آوریل ۱۹۷۱) بازیکن فوتبال اهل کره جنوبی است.
وی در تیم‌های ملی فوتبال کره جنوبی و در جام جهانی ۲۰۰۲ بازی کرده‌است